# Sphaenorhynchus dorisae
Sphaenorhynchus dorisae là một loài ếch thuộc họ Nhái bén.
Loài này có ở Brasil, Colombia, Ecuador, Peru, và có thể cả Bolivia.
Môi trường sống tự nhiên của chúng là rừng ẩm vùng đất thấp nhiệt đới hoặc cận nhiệt đới, sông ngòi, đầm nước, hồ nước ngọt, hồ nước ngọt có nước theo mùa, đầm nước ngọt, đầm nước ngọt có nước theo mùa, và ao.
Chúng hiện đang bị đe dọa vì mất môi trường sống.